# Only Up!
 (février 2024).
Only Up! est un jeu vidéo de plate-formes sorti le 24 mai 2023 et développé par SCKR Games.

## Système de jeu
Le joueur doit atteindre le point culminant de la carte en parcourant un enchaînement d'obstacles. Le parcours débute au sol, dans une décharge, et se termine dans le ciel. Plusieurs raccourcis sont utilisables, et aucun checkpoint n'est disponible.
Le jeu s'inspire partiellement du conte Jack et le Haricot magique[réf. nécessaire].

## Accueil
En 2023, le jeu gagne en popularité via la plate-forme Twitch, notamment grâce au speedrun. Fin juin, il est l'un des jeux les plus populaires de la plate-forme, cumulant un total de 85 000 spectateurs[réf. nécessaire].
Le jeu est apprécié pour sa difficulté et le stress qu'il génère, mais il est également critiqué pour ses graphismes et son design[Par qui ?]. Il partage ces deux points avec Getting Over It, un autre jeu de plate-forme populaire sorti quelques années plus tôt.
En 2023, le jeu est nommé aux Vtuber Awards.

## Retrait de Steam
En juin 2023, le jeu est provisoirement retiré de la plate-forme de téléchargement Steam en raison de problèmes de copyrights. En effet, le jeu utilise de nombreuses références, de sons et d'objets réels protégés par des marques et des licences.
Le 7 septembre 2023, SCKR Games annonce définitivement retirer le jeu de Steam en raison du stress généré par les problèmes de droits.
Le jeu promeut aussi des NFT, ce qui est interdit par Steam depuis octobre 2021.